# Oxymitra incrassata
Oxymitra incrassata là một loài rêu trong họ Oxymitraceae. Loài này được (Brot.) Sérgio & Sim-Sim mô tả khoa học đầu tiên năm 1989.